# Piero Salvestrini

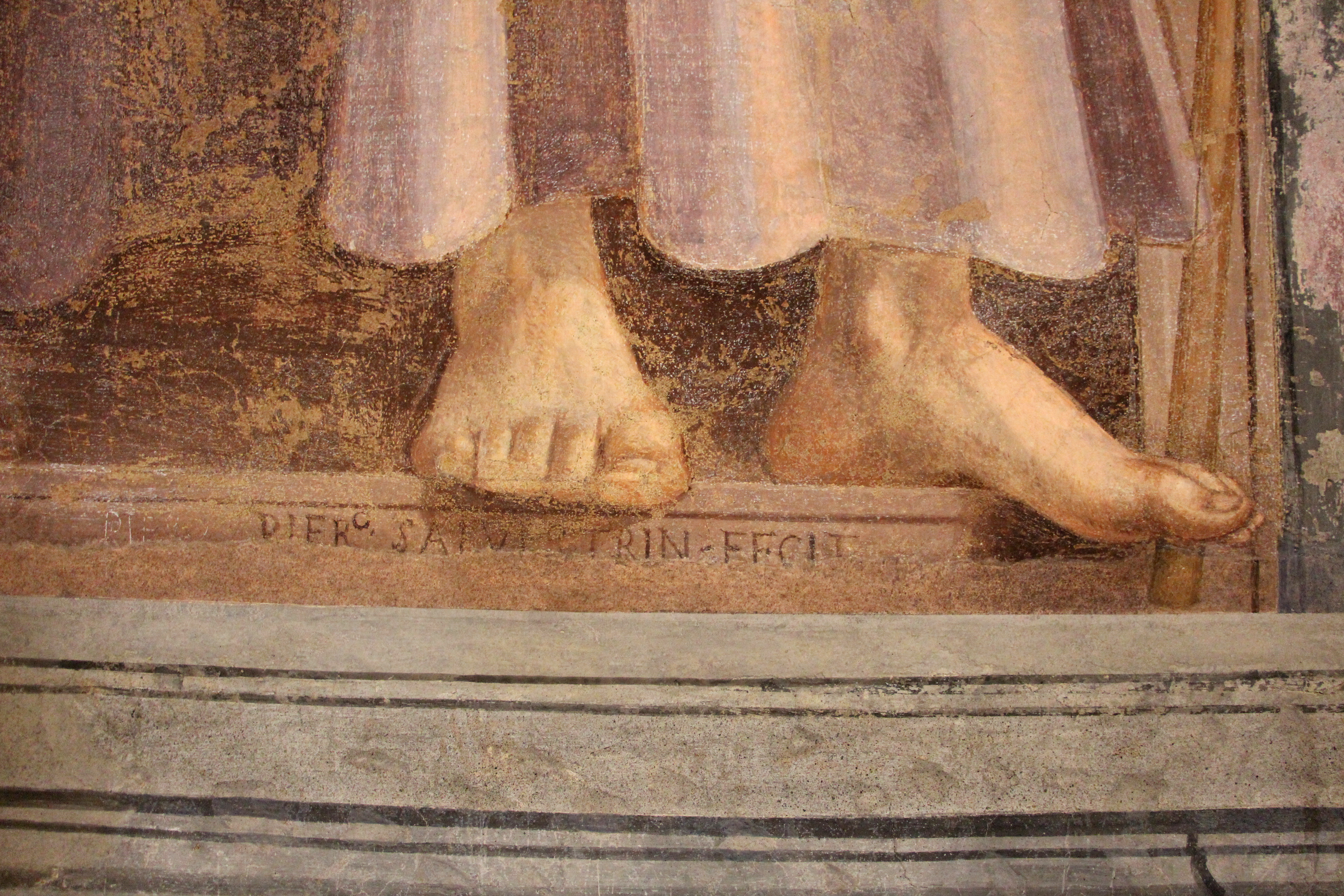
Firma, nell'oratorio dei Battuti di San Michele a Castello

Piero Salvestrini (Firenze, 1574 – Firenze, 1631) è stato un pittore italiano, attivo a Firenze e in Toscana tra il 1729 e il 1760.

## Biografia

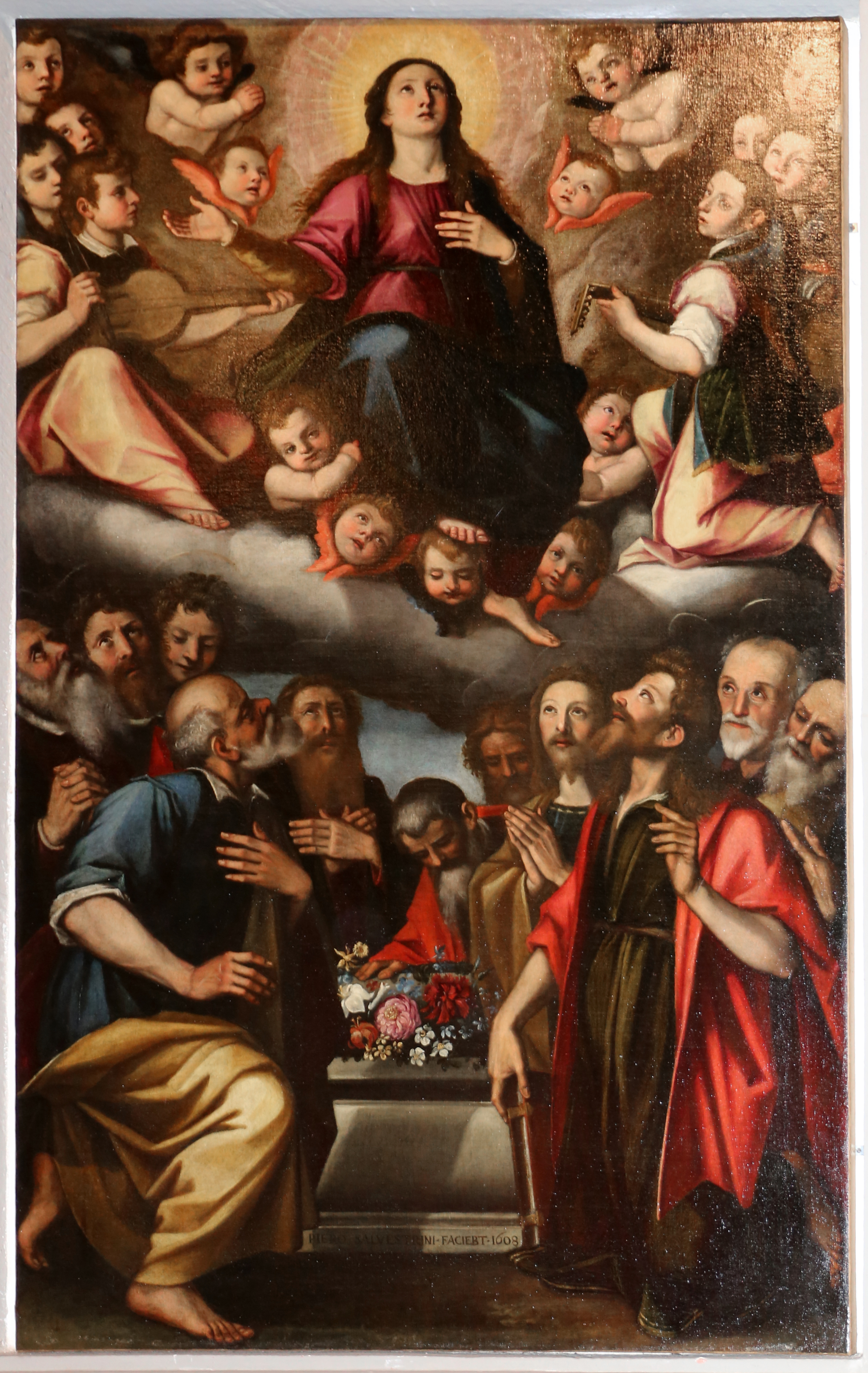
Assunzione di Maria, 1608, compagnia di Santa Maria a Novoli

Originario di Castello, si formò alla bottega di Bernardino Poccetti, specializzandosi nella pittura decorativa e nelle grottesche, di cui fu col Cinganelli il principale artefice di questo genere nella Firenze nei decenni a cavallo tra Cinque e Seicento. Ebbe rapporti di bottega con Alessandro Allori, Cosimo Gamberucci e Benedetto Veli. Fu regolarmente iscritto all'Accademia delle Arti del Disegno dal 1596 al 1630. 
Al pari del suo maestro tuttavia non disdegnò anche altri generi, come la pittura sacra e gli affreschi di scene figurate, ispirandosi anche ad altri artisti come Bernardino Monaldi o Pompeo Caccini e seguendo i tipici modelli dell'arte controriformata.
Fu lo zio del pittore Bartolomeo Salvestrini.

## Opere principali
Affreschi

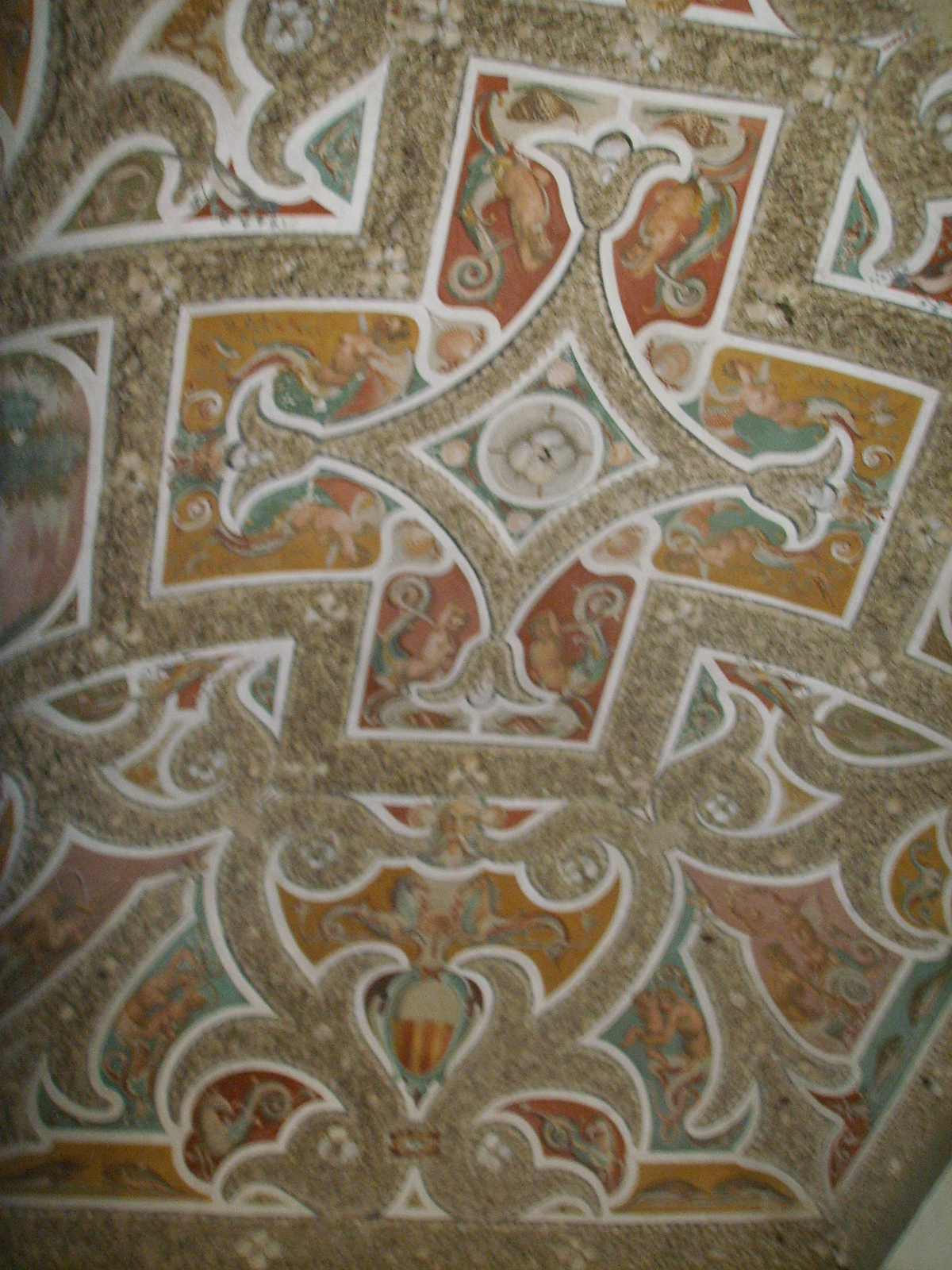
Grottesche nella villa Il Pozzino

- Grottesche, scene di caccia e scene mitologiche, 1619, Firenze, villa il Pozzino, loggia e altana del cortile, studiolo
- Annunciazione e Visitazione, 1612, Firenze, Palazzo Pitti, cappella delle Reliquie
- Lot e le figlie in fuga da Sodoma, Storie di Giuseppe, Firenze, palazzo Gerini
- Apostoli, scene sacre e decorazioni, 1613, Firenze, chiesa di Santa Maria a Novoli, oratorio della Compagnia dell'Assunta
- Storie della creazione, Firenze, villa Carobbi
- Decorazioni e vedute campestri, Sesto Fiorentino, villa lo Strozzino di Quinto
- Storie di san Francesco e grottesche, Sesto Fiorentino, chiesa di San Martino, canonica
- Allegorie, 1597, Sesto Fiorentino, villa Franceschi della Torre
- Paesaggi, emblemi, scene figurate e ritratti, 1616, Sesto Fiorentino, villa il Casale

Dipinti su tela
- Madonna del Rosario e santi, 1601, Firenze, chiesa di San Michele a Castello
- San Nicola offre la dote a tre fanciulle, collezione privata
- Margherita d'Austria consacra il suo infante alla Madonna di Valladolid, a monocromo, 1612, Firenze, depositi delle Gallerie fiorentine
- Madonna del Rosario e santi, 1608, Firenze, chiesa di Santa Maria a Novoli, oratorio della Compagnia dell'Assunta
- Sante Margherita, Caterina d'Alessandira, Caterina da Siena, Maria Maddalena e Agata, post 1590, Lastra a Signa, chiesa di San Martino a Gangalandi
- Madonna del Rosario e santi, Pontassieve, pieve di San Giovanni Battista a Remole